# Горовець (Логойський район, Задор'євська сільська рада)
Горовець (біл. вёска Горавец) —  село (веска) в складі Логойського району розташоване в Мінській області Білорусі, підпорядковане Задор'євській сільській раді.
Село Горовець розташоване в центральних районах Білорусі, у північній частині Мінської області - орієнтовне розташування [Архівовано 25 серпня 2011 у WebCite].